# Сантур
Санту̀р (Сантури) (азербайджански Səntur, арменски Սանթուր, персийски سنتور) е струнен ударен музикален инструмент, от рода на цимбала.

## Етимология и произход
Според историческите данни името „сантур“ идва от гръцката дума ψαλτήριον (псалтирион). Според легендите еврейският пророк цар Давид е създател на редица музикални инструменти, между които и сантура. Р. Ектабей пише за него:"Този музикален инструмент е много древен, споменава се още в Тората под името „псантерин“. Думата сантур представлява друга фонетична форма на това название."

## Описание
Сантурът представлява трапецовидна дървена кутия и два реда метални струнодържатели. Основата се изработва обикновено от отбрана орехова дървесина или друг екзотичен дървен материал, а струните и струнодържателите са метални. При персийския сантур десните струни се изработват от мед или месинг, а левите - от стомана и самият инструмент обхваща три октави. Свири се с две съвсем леки чукчета, които се държат между палеца, показалеца и средния пръст. Общата дължина на 12-струнния сантур е 892 mm, ширината е 315 mm, а височината – 69 mm. През всяка пластина преминават по 4 струни с една и съща настройка, така че общото количество на струните става 96. Долната част се изработва от цяла дъска с дебелина 7 mm, а горната дъска има дебелина 5 mm.
Сред изпълнителите са разпространени названията сантур-сол, сантур-ла и сантур-си, свързани с типа настройка на инструмента. Диапазонът на 9-струнния сантур започва от „ми“ в малка октава до „ре“ в първа октава, а този на 12-струнния е между „ми“ в голяма октава до „ла диез“ във втора октава. Сантурът може да се използва както за солови изпълнения, така и като ансамблов и оркестров инструмент.

## Разпространение
Сантурът е народен инструмент в Грузия, Армения, Азербайджан, Индия, Иран, Турция и други страни от Близкия изток, където широко разпространение имат хоризонтално лежащите разновидности на музикални инструменти. Най-старите и просто устроени сантури се срещат при тувинците и хакасите. 
Турците използват два вида сантури – алафланга с 9 струни и турски сантур с 12 струни. И двата са много близки помежду си и почти еднакви с тези в Азербайджан. Приличат си по строеж, начин на извличане на звука, звукоред и други особености. Диатоничният сантур с 9 пластини от едната страна на инструмента в наше време има най-широко разпространение в Иран. Общият брой на струните е 18 (9+9). Друга разновидност е хроматичният сантур с 12+12 (24) струни. В Иран се среща и хроматичен сантур с големи размери – бем-сантур (нисък сантур), при който тембърът е съществено по-нисък.

## Близки инструменти
- Гусли - Русия и Татарстан
- Цимбал - Беларус и Молдова
- Кесли - при чувашите
- Канел - Естония
- Ченг - Узбекистан